# مکعب ناممکن

اگر به مکعب از زاویه‌ای معین نگاه کنیم، به نظر می‌رسد مکعب قوانین هندسه را نقض می‌کند.

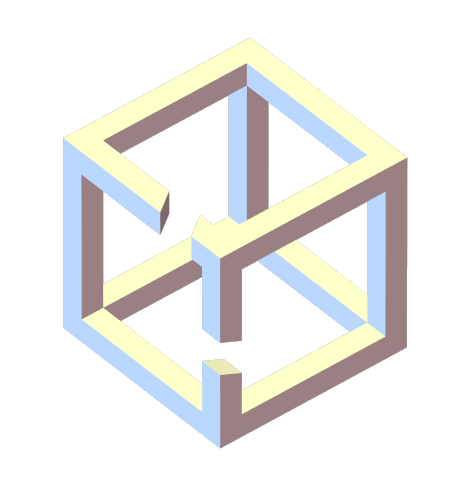
اگر به مکعب از زاویه‌ای دیگر نگاه کنیم، معما آشکار می‌گردد؛ مکعب فرض کردن شیء خطا بوده‌است.

مکعب ناممکن (به انگلیسی: Impossible cube) شیئی ناممکن است که از ابهام موجود در تصویر مکعب نکر بهره می‌برد. معمولاً مکعب ناممکن را به صورت مکعب نکری که یال‌های آن در ظاهر تیرهای حجم‌داری هستند به تصویر می‌کشند. حجم ظاهری یال‌ها موجب می‌شود که مکعب ناممکن ابهام بصری بیشتری نسبت به مکعب نکر داشته باشد. این وهم باعث می‌شود که چشم انسان به اشتباه تصویر دو بعدی را جسمی سه بعدی در نظر بگیرد.